# Рибальченко Олександр Миколайович
Олекса́ндр Микола́йович Риба́льченко (11 січня 1994 — 1 лютого 2018) — молодший сержант Збройних сил України, учасник російсько-української війни.

## Життєпис
Народився 1994 року в селі Петрівка (Сватівський район, Луганська область); разом із чотирма братами його виховували бабуся й тітонька. Закінчив технікум у місті Щастя, здобув професію водія крана; працював на встановленні металопластикових вікон.
На війну пішов 2014 року добровольцем — у складі батальйону «Луганськ-1». 12 лютого 2015-го мобілізований до ЗСУ, служив у розвідці 93-ї бригади, молодший сержант, командир топогеодезичного відділення. 24 березня 2016 року підписав контракт. Брав участь у боях за Піски, Авдіївку, в районі траси «Бахмутка» — у червні 2017-го там дістав чергову контузію.
1 лютого 2018 року загинув у другій половині дня поблизу села Богданівка (Волноваський район) — здійснював додаткову розвідку та розмінування місцевості й підірвався на осколковій загороджувальній міні; внаслідок важких травм загинув миттєво.
4 лютого 2018 року похований у Коржовому.
Без Олександра лишилися бабуся, дідусь, чотири брати, вагітна на той час цивільна дружина (також була військовослужбовцем 93-ї бригади).
26 червня 2018 року народився син.

## Нагороди та вшанування
- указом Президента України № 259/2017 від 2 вересня 2017 року «за особисту мужність і самовіддані дії, виявлені у захисті державного суверенітету та територіальної цілісності України, зразкового виконання військового обов'язку» — нагороджений медаллю «Захиснику Вітчизни»[1]
- указом Президента України № 198/2018 від 6 квітня 2018 року «за особисту мужність і самовіддані дії, виявлені у захисті державного суверенітету та територіальної цілісності України, зразкового виконання військового обов'язку» — нагороджений орденом «За мужність» III ступеня[2]
- 25 вересня 2018 року в коржівській школі відкрили меморіальну дошку Олександрові Рибальченку.